# Dolichoderus tristis
Dolichoderus tristis é uma espécie de formiga do gênero Dolichoderus.